# Arizona (filme de 1931)
Arizona (Brasil: Assim São os Homens ) é um filme norte-americano de 1931, do gênero drama, dirigido por George B. Seitz e estrelado por Laura La Plante e John Wayne.

## A produção
John Wayne, tentando firmar-se na carreira, coestrela este drama romântico em que a melhor coisa é a protagonista Laura La Plante usando um casaco de peles em pleno deserto do Arizona.
O filme é o remake de uma película homônima, estrelada por Douglas Fairbanks em 1918.

## Sinopse
O tenente Bob Denton despreza a namorada Evelyn ao formar-se em West Point. Ao ser transferido para um posto avançado no Arizona, ele descobre que Evelyn casara-se com o Coronel Frank Bonham, seu melhor amigo e agora também seu superior direto. Bob apaixona-se pela irmã dela, Bonita, mas Evelyn não aprova o namoro e o intriga com o Coronel, acusando-o de assédio.

## Elenco
| Ator/Atriz      | Personagem           |
| --------------- | -------------------- |
| Laura La Plante | Evelyn Palmer Bonham |
| John Wayne      | Tenente Bob Denton   |
| June Clyde      | Bonita Palmer        |
| Forrest Stanley | Coronel Frank Bonham |
| Nena Quartaro   | Conchita             |